# Palbin
Palbin es una plataforma de comercio electrónico española con sede en Zaragoza que desarrolla servicios de Software as a Service (SaaS) para tiendas en línea en todo el mundo.
Fue fundada en 2011 como un servicio de creación de tiendas en línea sencillo, dirigido a comerciantes, PYMES y autónomos. Según datos de la compañía, han utilizado su plataforma más de 50.000 comerciantes.

## Historia
Palbin (marca comercial de Siokia SL) fue fundada en 2011 por Alejandro Fanjul y Enrique Andreu, con la intención de democratizar el mundo del comercio electrónico permitiendo a las pequeñas y medianas empresas comenzar su proyecto en línea de forma más rápida y sencilla que con las soluciones de programación a medida. Entre sus sellos de identidad, destacan como la empresa española pionera en desarrollar e implementar el Social Commerce, basado en la integración de redes sociales para ayudar en la compra en línea a través de Facebook Shops completas, comentarios sociales y cupones de descuento sociales.
En mayo del 2011,  Palbin participó en el V Campus de emprendedores de Seedrocket, obteniendo el galardón de ganadores y en junio de ese mismo año también obtuvieron el galardón de Red Innova BBVA Open Talent, premio muy reconocido entre el sector emprendedor de Iberoamérica.
En su primer año de actividad consiguieron albergar casi 1.000 tiendas en línea tras la repercusión alcanzada con los premios de los concursos de emprendedores conocidos a nivel internacional y las posteriores apariciones en prensa. Para el año 2012 alcanzaron las 3.000 tiendas en línea.
En el año 2013, Palbin superó las 6.000 tiendas en línea tras la participación en el programa de televisión de La 1 de Televisión Española llamado Código Emprende, programa presentado y producido por Juan Ramón Lucas junto con la colaboración del entrenador Carles Torrecilla (profesor en ESADE). El programa fue un concurso “docu-reality” el cual duró 9 semanas y participaron junto con otros emprendedores.
En mayo del 2013, Palbin salió al mercado internacional, con una primera etapa centrada en Latinoamérica. Consiguieron acuerdos importantes con Partners de México, Argentina y Chile. Durante ese mismo periodo, se posicionaron en todos los países hispanohablantes gracias a la adaptación de la plataforma Palbin para que los negocios de cualquier país pudieran vender por Internet y Facebook con todas las garantías.
En el año 2014, la plataforma alojaba cerca de 11.000 tiendas en línea y en diciembre de ese mismo año sacaron al mercado una app móvil gratis para la gestión de pedidos y actividades diarias de un Comercio electrónico disponible en Apple App Store y en Google Play para Android. 
En el año 2015, Palbin alcanzó grandes acuerdos con el banco español Bankia para el lanzamiento del plan “Cree su negocio online” y con el banco holandés ING Direct para ayudar a vender por Internet con la herramienta “eTienda”.
En 2019 la plataforma se adapta para facilitar la integración con dropshippers, facilitando a nuevos comerciantes la gestión del stock para sus ventas. La integración realizada en 2019 incluye 15 proveedores de dropshipping que posteriormente han sido ampliados.
En el mismo año se establece una alianza estratégica con Correos Express, denominada Palbin Express. Esta integración permite a los comerciantes enviar paquetes en 24/48 horas a cualquier punto de España con costes muy bajos gracias a su acuerdo de tarifas reducidas.

### Servicios de marketing
En 2019 se lanza un nuevo servicio de marketing profesional de posicionamiento orgánico denominado SEO 360°, que implica la creación de un departamento con equipo dedicado exclusivamente al marketing de clientes en formato agencia. Con este servicio se comienza a ampliar el catálogo de Palbin, pasando de ser una mera plataforma SaaS a una solución completa para nuevos ecommerce.
En 2020, dado el crecimiento del ecommerce durante la crisis de COVID-19, Palbin comienza a ofrecer un nuevo servicio llamado SEM 360°, orientado al marketing de pago SEM y Social Ads.  Palbin se enfoca en este caso en diseñar, analizar y optimizar las campañas publicitarias en Google Ads y Facebook Business Manager.
En el 2021, año que coincide con el décimo aniversario de su lanzamiento, Palbin continúa con la ampliación de sus servicios de marketing para clientes, ofreciendo la gestión de redes sociales. Con el servicio de Redes Sociales 360° se ofrece la creación de publicaciones, gestión de comunidad o el crecimiento de cuentas comerciales de Facebook, Instagram y Twitter.
Actualmente, Palbin cuenta con más de 50.000 tiendas, tanto de España como de Latinoamérica.

## Medios de Comunicación
Se puede encontrar información sobre Palbin.com en diferentes medios de comunicación tales como El País, El Mundo, El Heraldo de Aragón, 20 minutos, diarios La Razón, Expansión, Cinco Días y La Vanguardia